# Jayabakti (Cidahu)
Jayabakti is een bestuurslaag in het regentschap Sukabumi van de provincie West-Java, Indonesië. Jayabakti telt 11.531 inwoners (volkstelling 2010).